# Plettkea tetrasticha
Plettkea tetrasticha är en nejlikväxtart som beskrevs av Johannes Mattfeld. Plettkea tetrasticha ingår i släktet Plettkea och familjen nejlikväxter. Inga underarter finns listade i Catalogue of Life.